# Glossosoma melikertes
Glossosoma melikertes là một loài Trichoptera trong họ Glossosomatidae. Chúng phân bố ở miền Cổ bắc.